# Konrad Bayer
Konrad Bayer, född 17 december 1932 i Wien, död 10 oktober 1964 i sin hemstad, var en österrikisk diktare.

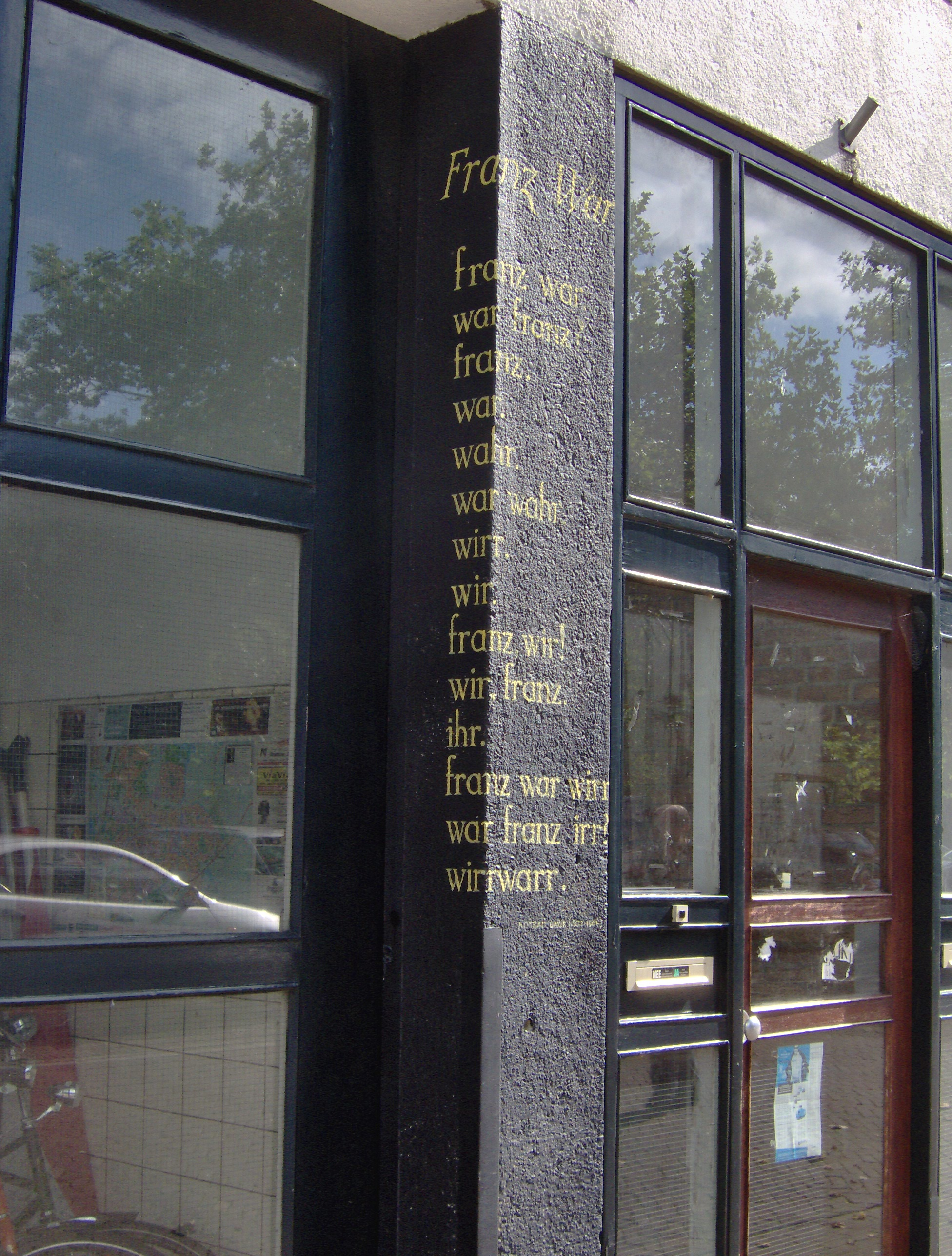
Väggdikt i holländska Leiden. Dikten Franz War av Konrad Bayer på Kaasmarkt 4.
franz war.
war franz?
franz.
war.
wahr.
war wahr.
wirr.
wir.
franz wir!
wir franz.
ihr.
franz war wirr.
war franz irr?
wirr warr.

## Bakgrund
I mitten av 1950-talet formerades i Wien en grupp av outsiders - konstnärer, litteratörer, jazzmusiker och allmänt lösa existenser - kring skriftställaren och levnadskonstnären H. C. Artmann. Denne närde ett magnifikt förakt för konstnärlig och litterär produktion som isolerad verksamhet. För honom gällde det att förvandla livet, inte blott livet "i stort" utan det dagliga livet, till poesi ("Den poetiska akten är materiellt sett helt värdelös", hette det högst betecknande i ett manifest). Det är lätt att dra linjerna bakåt - till surrealism, till dadaism, till Comte de Lautréamont, till François Villon ...
Kring Artmann utkristalliserades så småningom Wiener Gruppe i vilken gruppkänslan var stor. Man ställde till med spektakel på gatorna och i skumma källarhålor. Man satte upp pjäser och skrev texter tillsammans. Man umgicks så intensivt, och tydligen med så stora anspråk på det gemensamma umgänget, att gränsen mellan gruppens liv och dess olika medlemmars med tiden blev flytande. Man ägnade sig åt en praktisk kritik av konstnären som en av det söndrade och söndrande kapitalistiska samhällets många specialister (på personliga upplevelser och deras uttryck) med en hänsynslöshet som skulle kunna jämföras med vad som pågick vid ungefär samma tid i Paris inom den lettristiska rörelsen, där Guy Debord spelade Artmanns roll.
Till skillnad från fransmännen som kom att vidareutveckla sin kritik av existensvillkoren genom Situationistiska Internationalen förmådde Wienergruppen aldrig spränga de litterära gränserna. Besvärjelserna blev till rikoschetter. Artmann blev smått berömd som en tokig jävel och de övriga en aning trötta på att ständigt vara hänvisade till varandra. Gruppen upplöstes i skarven mellan 50- och 60-tal.

## Livsverk
I efterhand framstår just Bayer som gruppens mest konsekvente och oförsonlige medlem. Hans egen litterära produktion tog mer eller mindre sin början i och med att Wienergruppen gick under. Den är otänkbar utan just denna direkta och dubbla upplevelse av gemenskap och isolering, av kommunikationens möjlighet och oeftergivliga upplösning. Det är betecknande att Bayer "debuterar" (inom Wiener Gruppe hade han redan dessförinnan utmärkt sig genom sina allt annat än publikfriande pjäser) med samproduktionen Starker Tabak (Stark tobak, 1962, tillsammans med Oswald Wiener). Året därpå kom "diktsamlingen" Der Stein der Weisen (De vises sten), som Bayer själv uttryckligen betraktade som en livstraktat. Han ger där direkt uttryck för en grundsyn som genomsyrar allt han skrev: människorna lever isolerade från varann, når varandra bara tillfälligt och har sin enda egentliga gemenskap i språket. Löjligt nog har det litterära etablissemanget anklagat Bayers texter för grymhet och kärlekslöshet ("Magistern, Konrad är stygg!"), när de i själva verket är grundläggande sonderingar av existensvillkoren, beskrivningar av våra förhållanden till tillvarons viktigaste kategorier.
Bayers hela livsverk var negerande. Hans texter upprepar åter och åter igen att så här går det inte att leva. De formar sig till beskrivningar och besvärjelser av den leda och tomhet som har bränt sitt bomärke djupt in i den moderna människans själ och kött. Om försöken att trasa sönder denna tättspunna väv, denna hinna som av plexiglas, som bara finns där mellan människa och människa, mellan människa och omgivning, handlar till stor del hans båda renodlade prosaverk Der Kopf Vitus Berings (Vitus Berings huvud, 1965) och Der sechste Sinn (Det sjätte sinnet, 1966), vilka båda framför allt lever mellan raderna, andas i den smala och isolerande luftström som tränger sig mellan människan och det som omger henne. Jag sträcker ut min hand, så full av ömhet och sinnlig värme, för att ge liv åt tingen: handen dör. När ord och meningar i Bayers texter klingar ohört mot varann är det inte i första hand fråga om en speciell montageteknik, språkliga experiment. Det är människornas belägenhet som speglas i språket.
Bayer begick självmord i oktober 1964.

## Boktitlar

### Tyska
- der stein der weisen (traktat), Berlin 1963, ISBN 978-3-87352-007-3
- montagen 1956 (textmontage med H. C. Artmann och Gerhard Rühm, förstaupplaga 1964)
- der sechste sinn (ofullbordad roman)
- der kopf des vitus bering (romanmontage)
- scheißen und brunzen (lyrik)
- kasperl am elektrischen stuhl (pjäs)

### Svenska
- "det bästa är mig illa nog" Tidskriften embryo (nr 11, 1980), red. Ingemar Johansson och Claes Tellvid. Översättaren Ingemar Johansson svarar för inledning och Claes Tellvid har illustrerat numrets urval av texter. Här finns bland annat ett utdrag ur det sjätte sinnet.
- de vises sten, övers. av Ingemar Johansson, ill. Claes Tellvid (Kalejdoskop Förlag, 1980 ISBN 91-85552-27-5
- Dikter, tidskriften Subaltern 1-2/2011, s. 136-139, övers. Gustav Sjöberg, ISSN 1652-7046. Utdrag ur Das Gesamtwerk (1966).

## Filmer
Den österrikiske filmskaparen Ferry Radax som lärde känna Bayer tidigt som medlem av Art-Club i Wien, har gjort tre filmer med, om och av Konrad Bayer.
- Sonne halt! (Sol stanna!, 1960). En i Österrike mycket välkänd experimentfilm inspelad i Italien och Schweiz tillsammans med Konrad Bayer. Den är 26 minuter lång och svart/vit. Finns som DVD sedan 2007.
- Konrad Bayer, oder: die welt bin ich und das ist meine sache (Konrad Bayer, eller: världen är jag och det är min ensak, 1969). Ett experimentellt porträtt av den jämnårige Konrad Bayer och hans självmord. 52 min., svart/vit, dokumentär/fiktion[2].
- Der Kopf des Vitus Bering (Vitus Berings huvud, 1970), 26 min., svart/vit. Experimentell dokumentär/fiktion efter ett roman-montage av Konrad Bayer.

### Fotnoter
1. ↑  Uppgifter kring väggdikten Franz War i Leiden. Arkiverad 13 december 2011 hämtat från the Wayback Machine. muurgedichten.nl
2. ↑  ”Arkiverade kopian”. Arkiverad från originalet den 20 september 2016. https://web.archive.org/web/20160920093522/http://www.ferryradax.at/film/Filmographie/Unter/12.htm. Läst 19 november 2010.